# Грозомора
Грозомора (енгл. Goosebumps) је серијал дечјих хорор романа америчког књижевника Р. Л. Стајна за Scholastic Corporation. Приче прате децу, која се нађу у страшним ситуацијама, обично са чудовиштима и другим натприродним елементима. Између 1992. и 1997. године објављено је шездесет романа Грозоморе. Серијал је касније изнедрио телевизијску серију и другу робу, попут серијала филмова, у којима Џек Блек тумачи Стајна.
Од објављивања свог првог романа, Добро дошли у кућу смрти, серијал је продао преко 400 милиона књига широм света на тридесет и два језика, поставши други најпродаванији серијал књига у историји, после Харија Потера Џеј-Кеј Роулинг. Поједине књиге из серијала су биле на неколико листа бестселера, укључујући The New York Times.